# Марія Грація Буччелла
Марі́я Гра́ція Бучче́лла (італ. Maria Grazia Buccella; нар. 15 серпня 1940, Мілан, Ломбардія, Королівство Італія) — італійська акторка, співачка та модель. Зірка кінематографу Італії 1960-х років, відома, насамперед, ролями в італійських еротичних комедіях.
Розпочала свою кар'єру з модельного бізнесу, була представницею Італії на конкурсі «Міс Всесвіт 1959». Впродовж кінокар'єри зіграла у понад 50 фільмах. Нагороджена Італійським національним синдикатом кіножурналістів премією «Срібна стрічка» за найкращу жіночу роль другого плану у фільмі «Я одружився з тобою заради забави» 1968 року.

## Життєпис
Марія Грація Бучелла народилася 15 серпня 1940 року в північноіталійському місті Мілані, що входило до складу регіону Ломбардія, Королівства Італія. В дитинстві знялася в кількох французьких фільмах, знятих в Італії. Зокрема, у фільмах «Мис Надії» 1951 року та «Распутін» 1954 року.
Марія Бучелла була однією з багатьох італійських акторок, чия кар'єра почалася з участі в конкурсі краси. У 1959 році Марія була учасницею від Італії на конкурсі «Міс Всесвіт». На додаток до подальшої кар'єри фотомоделі, вона почала працювати перед камерою і з початку 1960-х знімалася в кількох фільмах на рік, частіше у Франції, ніж в Італії.
Поряд з великими зірками вона знялася в кількох комедіях успішних режисерів, таких як Вітторіо де Сіка у фільмі «Бум» 1963 року або Діно Різі у фільмі «Гаучо» 1964 року, а також знялася з Жаном Маре у французько-італійському фільмі «Жінки, кулемети та діаманти». Бучелла, також, кілька разів знімалась у жанрі пеплумів, зокрема, у фільмах: «Розпад Риму» 1963 року, «Рем і Ромул - Історія двох синів вовчиці» 1976 року і «Нерон» 1977 року. Окрім того, її запрошували на ролі у «шпигунські фільми» («Брудна гра» 1965 року; «Гарячі секрети» 1967 року).
1965 року Марія Бучелла була однією з претенденток на роль дівчини Джеймса Бонда, Доміно Віталі, у фільмі «Кульова блискавка», але, в підсумку, вона дісталася французькій акторці Клодін Оже. Однак, не зважаючи на це, Марія Грація Буччелла відразу стала помітно акторкою. Тогож року зіграла в історичній пародії «Армія Бранкалеоне» режисера Маріо Монічеллі з Вітторіо Ґассманом у головній ролі, а наступного — у відомій комедії Вітторіо де Сіка «Полювання на лиса», де її партнером на знімальному майданчику став Акім Тамірофф.

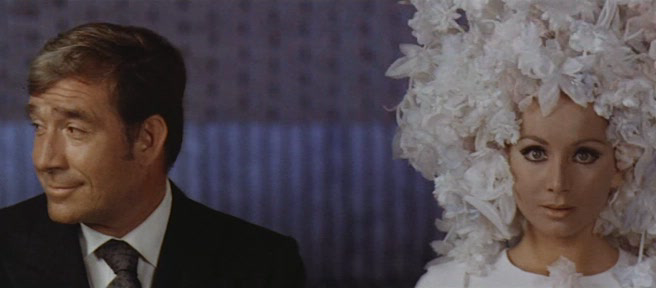
Уго Тоньяцці та Марія Грація Буччелла у фільмі Так, сеньйор, 1968 рік

Наприкінці 1960-х Марія Грація Бучелла також почала кар'єру співачки, записавши кілька платівок, але її творчість не отримала популярності серед публіки. Режисер Паскуале Феста Кампаніле дав їй кілька великих ролей у своїх комедіях. Так 1966 року у фільмі Кампаніле «Італійська зрада» Буччелла зіграла головну роль разом з Ніно Манфреді та Катрін Спаак, а 1969 року у фільмі «Куди ти йдеш гола?» з Гастоне Москіном і Вітторіо Ґассманом. Однак Буччелла отримала визнання своєї акторської гри лише в співспраці з режисером Лучано Сальче. Сольною роллю у фільмах Сальче стала роль сільської дівчини, яка стала популярною співачкою, в комедії «Просто подивіться на це» 1970 року.
Разом з Теренсом Гіллом Буччелла знялася в іспансько-італійському вестерні «Гнів вітру», але в 1970-х роках її популярність почала спадати, вона знялась у кількох маловідомих фільмах і телесеріалах. Хоча все ще з'являлася на перших шпальтах журналів, з'являлася на телебаченні як співачка, але акторська кар'єра, фактично, завершилась у 1980-х. Лише після тривалої перерви глядачі знову змогли побачити її у фільмі Готель «Отелло» 2000 року.

## Фільмографія
За 49 років кінокар'єри Марія Грація Буччелла у понад 50 кінострічках.
Буччелла зіграла багато головних жіночих ролей, насамперед, у 1960-х — 1970-х. Партнерами по знімальному майданчику було багато зірок італійського кіно: Моніка Вітті, Вітторіо Ґассман, Уго Тоньяцці, Гастоне Москін, Джина Лоллобриджида, Ніно Манфреді, Катрін Спаак. Окрім того, з нею грали зірки європейського кіно й Голлівуду: Жан Маре, Анні Жирардо, Генрі Фонда, Фернандо Рей, Бурвіль, Акім Тамірофф, Теренс Гілл тощо.
Вона грала у фільмах багатьох відомих режисерів: Паскуале Феста Кампаніле («Куди ти йдеш гола?»; «Діва для принца»; «Італійська зрада»), Вітторіо де Сіка («Бум»; «Полювання на лиса»), Діно Різі («Гаучо»), Крістіана-Жака («Брудна гра»; «Жінки, кулемети та діаманти»; «Гарячі секрети»), Уго Тоньяцці («Так, сеньйор»), Маріо Монічеллі («Армія Бранкалеоне»), Лучано Сальче («Я одружився з тобою заради забави»; «Просто подивіться на це»), Луїджі Коменчіні («Дитинство, покликання та перші переживання Джакомо Казанови, венеційця») тощо.
Українські назви фільмів у таблиці подано методом описового перекладу оригінальних назв.

| Рік  |   | Українська назва                                                       | Оригінальна назва                                                     | Роль |
| ---- | - | ---------------------------------------------------------------------- | --------------------------------------------------------------------- | --- |
| 1951 | ф | Мис Надії                                                              | Le Cap de l'espérance                                                 | |
| 1954 | ф | Распутін                                                               | Raspoutine                                                            | |
| 1960 | ф | Дорога велетнів                                                        | La strada dei giganti                                                 | |
| 1960 | ф | Распутінські ночі                                                      | L'ultimo zar                                                          | |
| 1960 | ф | Бал шпигунів                                                           | Le bal des espions                                                    | |
| 1960 | ф | Фонтан Треві                                                           | Fontana di Trevi                                                      | Мануела (італ. Manuela) |
| 1961 | ф | Золота рибка і срібне бікіні                                           | Pesci d'oro e bikini d'argento                                        | Марчелла Бордоні (італ. Marcella Bordoni)                                                                                             |
| 1962 | ф | Нерон '71                                                              | Nerone '71                                                            | Сюзі (італ. Susy) |
| 1963 | ф | Розпад Риму                                                            | Il crollo di Roma                                                     | Ксенія (італ. Xenia) |
| 1963 | ф | Чужа жінка завжди красивіша, епізод «Моральна прямота»                 | La donna degli altri è sempre più bella, episodio La dirittura morale | подруга Маркані (італ. L'amica di Marcani)                                                                                            |
| 1963 | ф | Він перелюбник, вона перелюбниця                                       | Adultero lui, adultera lei                                            | Ніна (італ. Nina) |
| 1963 | ф | Бум                                                                    | Il boom                                                               | секретарка (італ. Secretary) |
| 1963 | ф | Ми всі коханці, епізод «Провінція Помічоні»                            | Siamo tutti pomicioni, episodio «Pomicioni di provincia»              | темноволоса дівчина (італ. The Dark-haired Girl)                                                                                      |
| 1963 | ф | Пісні в... бікіні                                                      | Canzoni in... bikini                                                  | Гвендолін (італ. Guendalina) |
| 1964 | ф | Закохані Франції                                                       | Les amoureux du France                                                | Чудова (італ. Bellissima) |
| 1964 | ф | Коханка Клементина                                                     | Clémentine chérie                                                     | |
| 1964 | ф | Гаучо                                                                  | Il gaucho                                                             | Мара (італ. Mara) |
| 1964 | ф | Ідея фікс                                                              | L'idea fissa                                                          | Енея (італ. Enea) |
| 1964 | ф | Дівчата з обкладинки                                                   | Cover Girls                                                           | Карлотта (італ. Carlotta) |
| 1964 | ф | Білий, червоний, жовтий, рожевий                                       | Bianco, rosso, giallo, rosa                                           | Поппея (італ. Poppaea) |
| 1965 | ф | Жінки, кулемети та діаманти                                            | Donne, mitra e diamanti (Le gentleman de Cocody)                      | Анджеліна (італ. Angelina) |
| 1965 | ф | Вгору і вниз                                                           | Su e giù                                                              | сеньйора (італ. La signora) |
| 1965 | ф | Брудна гра                                                             | The Dirty Game                                                        | Наталія (італ. Natalia) |
| 1965 | ф | Діва для принца                                                        | Una vergine per il principe                                           | Маркеза Клелія з Препара (італ. Marchesa Clelia di Prepara)                                                                           |
| 1965 | ф | Італійський менаж                                                      | Menage all'italiana                                                   | Еґле Борінґ'єрі (італ. Egle Boringhieri)                                                                                              |
| 1966 | ф | Італійська зрада                                                       | Adulterio all'italiana                                                | Ґлорія (італ. Gloria) |
| 1966 | ф | Армія Бранкалеоне                                                      | L'armata Brancaleone                                                  | Ведова (італ. Vedova) |
| 1966 | ф | Полювання на лиса                                                      | Caccia alla volpe                                                     | Дівчина в бікіні (італ. Bikini Girl)                                                                                                  |
| 1966 | ф | Приємні ночі                                                           | Le piacevoli notti                                                    | Лукреція Борджіа (італ. Lucrezia Borgia)                                                                                              |
| 1967 | ф | Завтра нас уже не буде                                                 | Domani non siamo più qui                                              | Маріна (італ. Marina) |
| 1967 | ф | Гарячі секрети                                                         | Geheimnisse in goldenen Nylons                                        | Анна (італ. Anna) |
| 1967 | ф | Я одружився з тобою заради забави                                      | Ti ho sposato per allegria                                            | Вітторія (італ. Vittoria) |
| 1968 | ф | Атракціони на віллі                                                    | Villa Rides                                                           | Фіна (англ. Fina) |
| 1968 | ф | Повний мат                                                             | Uno scacco tutto matto                                                | Монік Бріссар (італ. Monique Brissard)                                                                                                |
| 1968 | ф | Так, сеньйор                                                           | Sissignore                                                            | Мері Томмазі (італ. Mary Tommasi) |
| 1969 | ф | Куди ти йдеш гола?                                                     | Dove vai tutta nuda?                                                  | Тоніно (італ. Tonino) |
| 1969 | ф | Дитинство, покликання та перші переживання Джакомо Казанови, венеційця | Infanzia, vocazione e prime esperienze di Giacomo Casanova, veneziano | Занетта (італ. Zanetta) |
| 1970 | ф | Клоуни                                                                 | I clowns                                                              | клоун (італ. Clown) |
| 1970 | ф | Гнів вітру                                                             | La collera del vento                                                  | Соледад (італ. Soledad) |
| 1970 | ф | Просто подивіться на це                                                | Basta guardarla                                                       | Річетта / Еріка Рікк (італ. Richetta / Erika Rikk)                                                                                    |
| 1971 | ф | Провінційний                                                           | Il provinciale                                                        | Джулія (італ. Giulia) |
| 1972 | ф | Насильство: п'ята влада                                                | La violenza: quinto potere                                            | |
| 1976 | ф | Рем і Ромул - Історія двох синів вовчиці                               | Remo e Romolo — Storia di due figli di una lupa                       | Реа Сільвія (італ. Rea Silvia) |
| 1977 | ф | Нерон                                                                  | Nerone                                                                | Поппея (італ. Poppea) |
| 1978 | ф | Коли він був там... дорога їй!                                         | Quando c'era lui… caro lei!                                           | Лауретта, коханка Луї (італ. Lauretta - Lover of Lui)                                                                                 |
| 1979 | ф | Головне – не бути поміченим                                            | L'importante è non farsi notare                                       | Ірина (італ. Irina) |
| 1979 | с | Був колись Рим                                                         | C'era una volta Roma                                                  | різні персонажі |
| 1984 | ф | Злочин на Формулі-1                                                    | Delitto in Formula Uno                                                | обслуговуюча ігровий зал (італ. Gambling-room attendant)                                                                              |
| 1988 | с | Хлопчики 3-го «С»                                                      | I ragazzi della 3ª C                                                  | серія «Відпочинок на лижах» (італ. La settimana bianca). Коханка професора італійської мови (італ. Amante del Professore di Italiano) |
| 1990 | с | Інспектор дорожнього руху                                              | Il vigile urbano                                                      | серія «Я буду знаменитим» (італ. Sarò famoso). Жінка по телефону (італ. Donna al telefono)                                            |
| 2000 | с | Готель «Отелло»                                                        | Hotel Otello                                                          | |

## Нагороди та номінації
| Рік  | Конкурс                    | Номінація                          | Фільм                             | Результат |
| ---- | -------------------------- | ---------------------------------- | --------------------------------- | --------- |
| 1968 | Таормінський кінофестиваль | —                                  | —                                 | Перемога  |
| 1968 | «Срібна стрічка»           | Найкраща жіноча роль другого плану | Я одружився з тобою заради забави | Перемога  |